# 201 Penelope
201 Penelope è un asteroide della fascia principale del diametro medio di circa 68,39 km. Scoperto il 7 agosto 1879 da Johann Palisa dall'Osservatorio Navale Austriaco di Pola, presenta un'orbita caratterizzata da un semiasse maggiore pari a 2,6791189 UA e da un'eccentricità di 0,1793774, inclinata di 5,75729° rispetto all'eclittica.
Il suo nome è dedicato a Penelope, la moglie di Ulisse; fu scelto dagli astronomi berlinesi nell'assemblea del settembre del 1879 dell'Astronomische Gesellschaft.